# Liste der Kulturdenkmäler in Brandscheid (Eifel)
In der Liste der Kulturdenkmäler in Brandscheid sind alle Kulturdenkmäler der rheinland-pfälzischen Ortsgemeinde Brandscheid aufgeführt. Grundlage ist die Denkmalliste des Landes Rheinland-Pfalz (Stand: 27. Juni 2022).

## Einzeldenkmäler
| Bezeichnung                           | Lage                                | Baujahr                              | Beschreibung                                                                  | Bild                           |
| ------------------------------------- | ----------------------------------- | ------------------------------------ | ----------------------------------------------------------------------------- | ------------------------------ |
| Katholische Pfarrkirche St. Kornelius | Burgstraße 2 Lage                   | 15. oder 16. Jahrhundert             | spätgotischer Saalbau, nach Kriegszerstörung reduzierter Wiederaufbau ab 1949 | weitere Bilder Fotos hochladen |
| Wegekreuz                             | Hauptstraße Lage                    | letztes Viertel des 18. Jahrhunderts | kleines Schaftkreuz, wohl aus dem letzten Viertel des 18. Jahrhunderts        | weitere Bilder Fotos hochladen |
| Wegekreuz                             | Hauptstraße, Ecke Zum Marstall Lage | 1773                                 | kleines Schaftkreuz, bezeichnet 1773                                          | weitere Bilder Fotos hochladen |